# Suport pentru șervețele

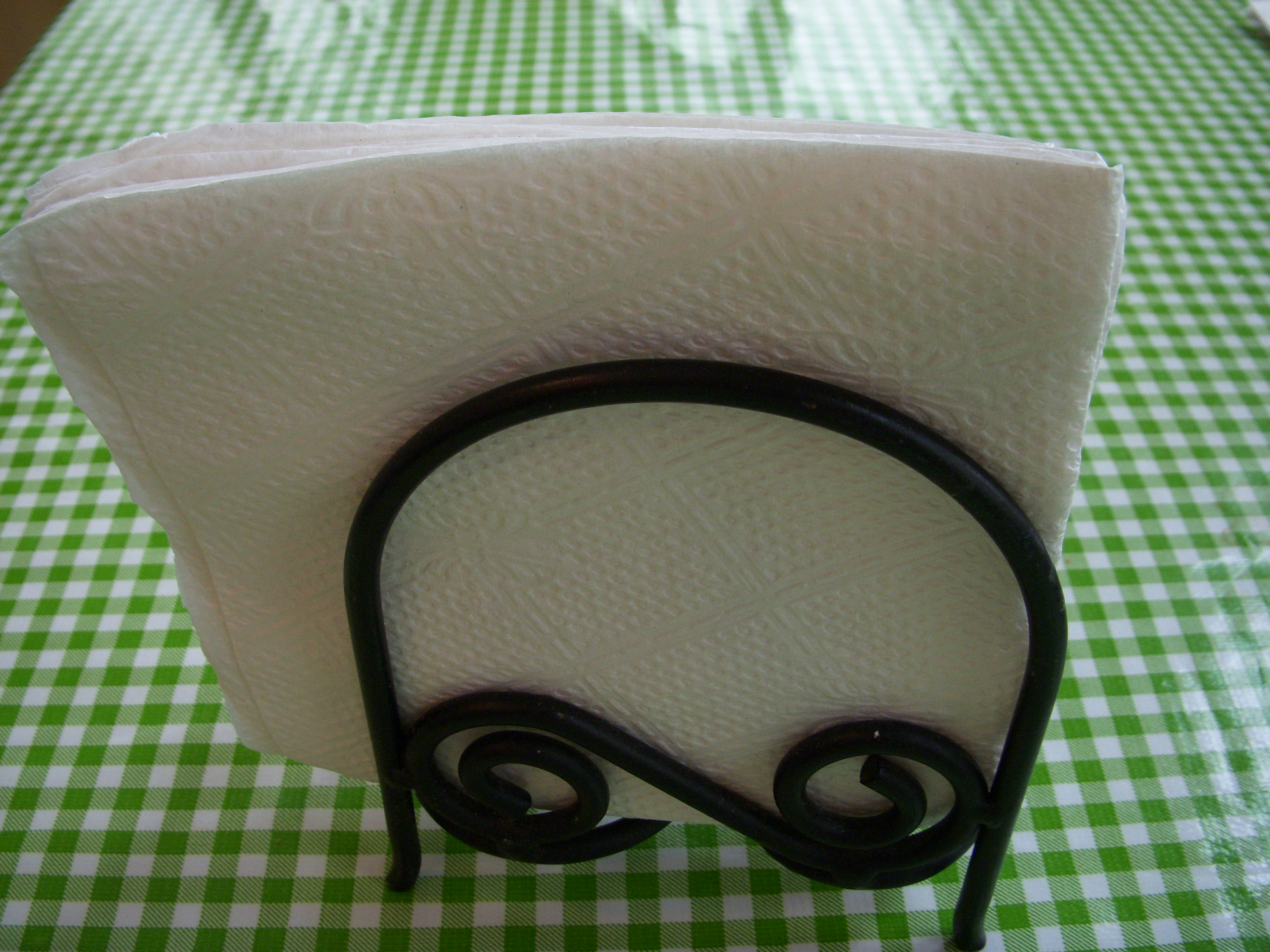
Un suport de şerveţele din fier

Suportul pentru șervețele depozitează șervețele. Poate fi fabricat din plastic, fier. Este întâlnit în bucătării și restaurante.